# Чиконио
Чиконио (итал. Ciconio) је насеље у Италији у округу Торино, региону Пијемонт.
Према процени из 2011. у насељу је живело 355 становника. Насеље се налази на надморској висини од 278 м.

## Становништво
Према резултатима пописа становништва 2011. у општини је живело 371 становника.
| 1936. | 1951. | 1961. | 1971. | 1981. | 1991. | 2001. | 2011. |
| ----- | ----- | ----- | ----- | ----- | ----- | ----- | ----- |
| 458   | 410   | 388   | 398   | 386   | 347   | 345   | 371   |